# Jacotella glabra
Jacotella glabra är en kvalsterart som först beskrevs av Mihelcic 1957.  Jacotella glabra ingår i släktet Jacotella och familjen Gymnodamaeidae. Inga underarter finns listade i Catalogue of Life.